# Diritti LGBT in Svizzera
La legislazione sui diritti della comunità LGBT in Svizzera è relativamente liberale. La storia della sua liberalizzazione è cresciuta ad un ritmo costante a partire dagli anni '40 del XX secolo, in parallelo alla situazione giuridica presente in Europa e nel mondo occidentale più in generale.
Gli atti sessuali compiuti con persone dello stesso sesso tra adulti sono stati resi legali a partire dal 1942. L'età del consenso è parificata tra atti eterosessuali e omosessuali dal 1992.
Vi è stato un primo riconoscimento legale per le relazioni dello stesso sesso dal 2007. Una procedura legale per la registrazione di cambio-sesso dopo l'intervento chirurgico di riassegnazione è stata delineata nel 1993.
Inoltre dal 2012 si è potuto seguire una pratica di registrazione del cambio di sesso senza dover ricorrere come requisito fondamentale dell'intervento chirurgico.
La costituzione federale del 1999 all'articolo 8 garantisce la parità di trattamento legale per le minoranze sessuali, indicando i criteri riguardanti le categorie protette dalla discriminazione.
I maggiori gruppi di difesa di diritti LGBT sono lo "Switzerland are Lesbenorganisation Schweiz" per i diritti delle lesbiche (fondato nel 1989) e "Pink Cross" (fondato nel 1993). Un "Transgender Network Switzerland" (TGNS) è stato fondato nel 2010.
Negli anni 2010 i vari gruppi hanno preso sempre più la tendenza a fare uso della sigla LGBTI (lesbiche, gay, bisessuali, transgender e intersessuali) come termine generico per le specifiche aree d'interesse.

## Attività sessuale tra persone dello stesso sesso
L'attività sessuale tra persone dello stesso sesso è stata depenalizzata nel 1942 a livello nazionale anche se nel canton Ginevra, nel canton Ticino, nel canton Vaud e nel canton Vallese le attività sessuali omosessuali erano già state depenalizzate nel 1798 in accordo con il codice napoleonico.
L'età superiore del consenso per l'attività sessuale dello stesso sesso (20 anni invece di 16 per l'attività sessuale eterosessuale) è stata abrogata dalla riforma del diritto penale del 1992.
In un referendum nazionale il 17 maggio 1992 il 73% dei votanti ha accettato la riforma della legislazione federale sui reati sessuali, compresa l'eliminazione di tutte le discriminazioni contro l'omosessualità presenti ancora nel codice penale. L'articolo 187 del codice stabilisce che l'età del consenso generale per l'attività sessuale è di 16 anni.

## Riconoscimento delle relazioni omosessuali

### Unioni civili

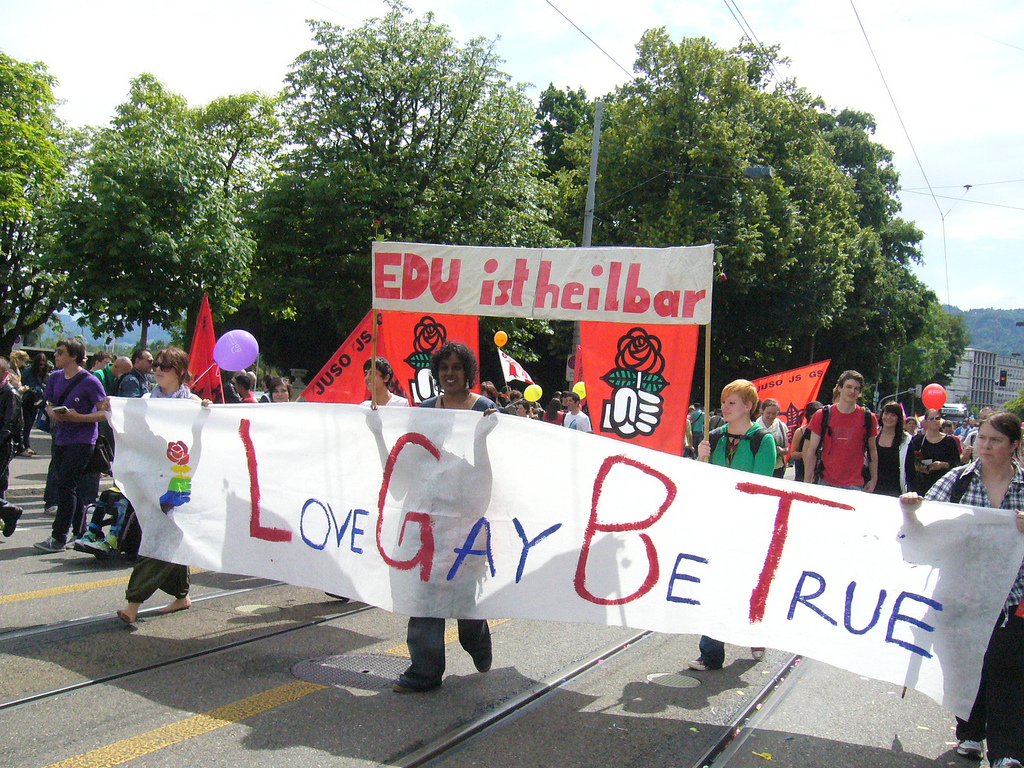
Marcia dell'Europride 2009 svoltosi a Zurigo.

L'unione civile come accordo di partnership è stata registrata dal 1º gennaio 2007, quando la legge è entrata in vigore. I cantoni di Ginevra, il canton Friburgo, il Canton Neuchâtel e il canton Zurigo hanno precedentemente permesso le unioni registrate per un certo periodo.
Nel 2007 uno su dieci di tutti i matrimoni avvenuti nella regione di Zurigo sono stati registrati come unioni civili tra persone dello stesso sesso e si è avuta la registrazione di 702 coppie a partire dal 2008.

### Matrimonio
La legge sul matrimonio tra persone dello stesso sesso è stata approvata il 18 dicembre 2020 dal Consiglio nazionale con 136 voti a favore e 48 contro e dal Consiglio degli Stati con 24 favorevoli contro 11 contrari.
Gli oppositori hanno raccolto 61.027 firme valide per forzare un referendum sulla questione, che si è svolto il 26 settembre 2021. Il 64,1% degli svizzeri ha votato per approvare la legge, che è entrata in vigore a partire dal 1º luglio 2022.

### Adozione e omogenitorialità
Le persone single, indipendentemente dall'orientamento sessuale, possono avere figli adottivi. Un disegno di legge volto a legalizzare l'adozione del figlio del partner per le coppie dello stesso sesso è stata approvata dal parlamento nella primavera del 2016. Gli oppositori hanno tentato senza successo di forzarne l'esito con un referendum sul disegno di legge.
Con l'approvazione della legge sul matrimonio egualitario, le coppie omosessuali hanno avuto accesso al pieno diritto di adozione di minori.

## Discriminazione

### Leggi anti-discriminazione
La Costituzione federale della Confederazione Svizzera all'art. 8 garantisce la parità di trattamento di fronte alla legge specificando lo "stile di vita" (orientamento sessuale o identità di genere) come uno dei criteri a cui fare riferimento.
Molti cittadini hanno sostenuto la protezione contro l'ingiusta discriminazione. Il diritto svizzero riconosce un forte principio di libertà di associazione e, come tale, ha solo disposizioni limitate per bandire la discriminazione nel settore privato.
Eccezioni degne di nota sono la legge per la parità di trattamento tra uomini e donne (SR 151.1) e la legge contro la discriminazione razziale (CP art. 261 bis) che vieta la discriminazione fondata sulla "razza, etnia o religione."
A causa di questa situazione le cause private contro presunte discriminazioni in questi ultimi anni hanno sempre tentato di richiamare l'attenzione sulla difficoltà di interpretazione del divieto di "ingiurie personali" (CC 28a).
La cessazione del rapporto discriminatorio nei posti di lavoro è protetto se si può dimostrare che l'occupazione è stata terminata sulla base di "una proprietà a cui l'altra parte ha diritto in virtù della sua personalità, tranne se tale proprietà ha una relazione con il tipo di impiego in un contratto di influenza in modo significativo per l'ambiente di lavoro".
Tuttavia ci sono stati pochissimi procedimenti giudiziari effettivi che si sono basati contro la discriminazione asserita in tale campo.
Un sondaggio del 2015 ha trovato sette casi individuali, nessuno dei quali inerenti alla presunta discriminazione coinvolgente l'orientamento sessuale o l'identità di genere.
Il 7 marzo 2013 Mathias Reynard, membro del Partito Socialista Svizzero, ha proposto al parlamento svizzero un disegno di legge per bandire tutte "le discriminazioni e l'incitamento all'odio" (discriminazione basata sui crimini d'odio), sulla base di "razza, etnia, religione o orientamento sessuale".
L'11 marzo 2015 il Consiglio nazionale ha approvato il disegno di legge con 103 voti contro 73. La commissione degli affari giuridici del Consiglio degli Stati ha permesso al disegno di legge di procedere il 23 aprile 2015.
Nel mese di febbraio 2017 la commissione per gli affari giuridici del Consiglio nazionale ha approvato, in un voto di 15 a 9 un emendamento al disegno di legge con l'aggiunta dell'"identità sessuale" quale motivo di discriminazione vietata.
Nel mese di maggio 2016 il Consiglio federale (Svizzera) ha istituito una commissione dipendente dal "Centro svizzero di competenza per i diritti umani" in cui si parla della possibilità di estendere la legge contro la discriminazione razziale per includere "una discriminazione basata sull'orientamento sessuale".
I piani per una legge che preveda processi più semplici per il riconoscimento di genere e una protezione maggiore dalla discriminazione sulla base dell'identità e delle caratteristiche sessuali di genere è allo studio.

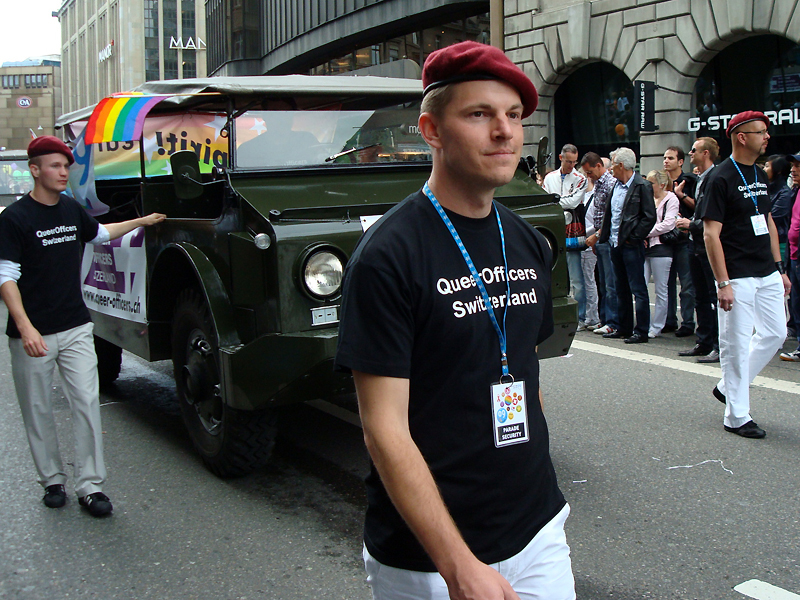
Militari svizzeri partecipano all'Europride del 2009 a Zurigo.

### Servizio militare
Dal 1992 l'omosessualità e la bisessualità non sono più menzionate nel Codice penale militare come motivo discriminante.

### Donazione del sangue
Nel 1977 è stata emanata una direttiva che vietava agli uomini gay e bisessuali di donare sangue. Il divieto è stato mantenuto a causa della pandemia di HIV/AIDS.
Nel mese di giugno 2016 la Croce Rossa Svizzera manda una richiesta alla "Swissmedic", l'autorità di vigilanza della Svizzera per i farmaci e i dispositivi medici, che ha l'ultima parola in materia, chiedendo di eliminare il divieto.
Secondo le nuove regole i gay e i bisessuali uomini saranno abili a donare le cellule staminali del sangue dopo il periodo di differimento di un anno, a partire dal 1º luglio 2017.

### Espressione e identità di genere
Una sentenza del 1993 da parte del Tribunale federale svizzero (DTF 119 II 264) ha permesso una procedura legale per la registrazione delle alterità di espressione sessuale. Nel febbraio 2010 in un ampliamento del campo di applicazione datato 1993 una sentenza federale della Corte Suprema, l'Ufficio federale per la registrazione civile (EAZW/ofece/UFSC) del Dipartimento federale di giustizia e polizia avvisava i dirigenti cantonali di riconoscere legalmente lo scambio di sesso anche in mancanza di un intervento chirurgico.
L'EAZW veniva acquisitae, con riferimento al principio della separazione dei poteri, che alla fine è vincolante solo per organi esecutivi cantonali e non per le legghi dei tribunali cantonali.
L'Ufficio federale per la registrazione civile svizzero ha dichiarato che un matrimonio può essere convertito in un'unione registrata se uno dei partner si registra per il riconoscimento di genere.
Il 13 marzo 2016 Rosmarie Quadranti, membro del Partito Borghese Democratico ha presentato una mozione parlamentare che metterebbe fuori legge la terapia di conversione sui minori LGBT. Ha detto: "Quando ho sentito parlare di questo tipo di trattamento ho avuto i brividi, non ho mai pensato che questo potesse ancora accadere nel XXI secolo".
Il 26 maggio 2016 il Consiglio federale svizzero ha espresso il suo parere sulla proposta dalla signora Quadranti. Essa ha sostenuto che le terapie di conversione sono crudeli, pericolose e inefficaci.
Tuttavia non dovrebbero essere vietate dall'ordine esecutivo ma da parte degli organismi giovanili cantonali o dei tribunali. Il Consiglio ha indicato che tali pratiche sono già di fatto illegali in Svizzera e hanno ritenuto che non v'è alcuna necessità di prendere misure aggiuntive.
Qualsiasi persona che sa che un minore è in pericolo o in una posizione che potrebbe essere pericolosa, può chiamare le autorità che hanno il potere di ordinare misure di protezione. Inoltre la Svizzera ha già una rete ben sviluppata di istituzioni pubbliche e private che devono appellarsi allo Stato per poter operare in modo efficace.
La risposta ufficiale del governo svizzero è stata: "queste pseudo-terapie sono non solo inefficaci, ma anche una fonte di grande sofferenza per i bambini e gli adolescenti, la società deve proteggere i minori da tutte le pratiche che interessano la loro salute fisica o mentale".

## Società

### Partiti politici
Tra i principali movimenti politici il partito socialista (SPS/PSS), il Partito Ecologista Svizzero (GPS/PSE), il Partito Liberale verde (GLP/PVL) e il Partito borghese democratico (BDP/PBD) sono generalmente a favore dei diritti LGBT, mentre il Alleanza del Centro cristiano (DM/AdC) e l'Unione Democratica di Centro (SVP/UDC) sono generalmente contrari. Il PLR.I Liberali Radicali (PLR) è per lo più diviso sulla questione.

### Attivismo
A partire dalla metà degli anni 1990 una manifestazione nazionale annuale di Coming Out Day si è svolta con diversi eventi pubblicitari al fine di incoraggiare le persone LGBT di sviluppare un rapporto positivo con la propria identità, in particolare tra i giovani LGBT.
Claude Janiak, senatore del Consiglio degli Stati e membro presidente del Consiglio nazionale è coinvolto nel lavoro di prevenzione all'AIDS, di aiuto di rete e nella Croce Rosa.
La ""Gay Happiness Index" (GHI) pubblicato sulla base di un sondaggio svoltosi su PlanetRomeo elenca la Svizzera al nono posto con un punteggio di GHI di 70.

## Opinione pubblica
Un sondaggio del 2016 commissionato dall'organizzazione dei diritti dei gay "Pink Cross" ha rilevato che il 69% degli svizzeri ha espresso sostegno al matrimonio omosessuale, con il 25% e il 6% tra indecisi e contrari.
Diviso per orientamento politico, il sondaggio ha rilevato il 94% tra gli elettori del partito Verde, il 63% tra gli elettori democratici cristiani e il 59% tra gli elettori del Partito del popolo svizzero.
Nel 2017 un sondaggio eseguito su 17.000 residenti ha riscontrato che il 72% degli svizzeri si diceva favorevole al matrimonio egualitario, con il picco del 90% nell'elettorato dei verdi e il minimo del 56% in quello dell'UDC (il partito più conservatore della Svizzera).
Nel 2020 viene eseguito un sondaggio che rivela che l'82% dei cittadini svizzeri è favorevole all'iniziativa "matrimonio civile per tutt*". Politicamente, tra gli elettori del PS (partito socialista), si raggiunge il 95% di favorevoli, mentre tra quelli dell'UDC si raggiunge il 65%.
Anche la Chiesa Riformata Svizzera si è espressa a favore del matrimonio egualitario. Il sondaggio mostra pure un aumento al 72% dei favorevoli all’adozione per le coppie omosessuali, contro il 67% l’anno scorso. Il sostegno alla procreazione medicalmente assistita per le coppie lesbiche è pure netto, con il 70% di «sì».https://www.cdt.ch/svizzera/matrimonio-per-tutti-l-82-degli-svizzeri-e-favorevole-XA3417451?_sid=7Jwk6mSG&refresh=true
Si tratta dell'iniziativa che è stata oggetto di un referendum approvato il 26 settembre 2021.
Il matrimonio egualitario è stato reso legale a tutti gli effetti, così come l'adozione per le coppie omosessuali e l'accesso alla fecondazione assistita per le coppie di donne lesbiche.

## Tabella riassuntiva
| Attività sessuale omosessuale legale                                                                              | (dal 1942 in tutta la Svizzera, in alcuni cantoni già dal Settecento).                                       |
| Uguale età del consenso                                                                                           | (dal 1992)                                                                                                   |
| Leggi anti discriminazione nei posti di lavoro                                                                    | (dal 1999)                                                                                                   |
| Leggi antidiscriminatorie nell'uso di beni e servizi                                                              | (dal 1999)                                                                                                   |
| Legislazione antidiscriminatoria in tutte le altre aree (inclusa la discriminazione indiretta e i crimini d'odio) | (dal 2020)                                                                                                   |
| Matrimonio omosessuale                                                                                            | (dal 2022)                                                                                                   |
| Riconoscimento a livello nazionale delle coppie dello stesso sesso                                                | (dal 2007)                                                                                                   |
| Adozione da parte di una persona LGBT single                                                                      | (dal 2018)                                                                                                   |
| Adozione del figlio del partner da parte di coppie dello stesso sesso                                             | (dal 2018)                                                                                                   |
| Adozione da parte di coppie dello stesso sesso                                                                    | (dal 2022)                                                                                                   |
| Persone LGBT possono servire apertamente nelle forze armate                                                       | (dal 1992)                                                                                                   |
| Diritto di cambiare genere legalmente                                                                             | (Dal 1993, intervento chirurgico di mutamento di sesso non richiesto per il cambiamento di genere dal 2010). |
| Autoidentificazione di genere                                                                                     | (dal 2022)                                                                                                   |
| Accesso alla fecondazione in vitro per le coppie lesbiche                                                         | (dal 2022)                                                                                                   |
| Proibizione della terapia di conversione (de facto)                                                               | (dal 2016)                                                                                                   |
| Maternità surrogata per le coppie gay                                                                             | (vietata anche per le coppie eterosessuali)                                                                  |
| Possibilità di donare il sangue per gli uomini che hanno rapporti sessuali con altri uomini                       | (con un periodo di differimento di un anno dal 2017)                                                         |